# 졸혼수업
《졸혼수업》은 2017년 6월 14일부터 2017년 7월 5일까지 방송된 예능 프로그램이다.

## 출연자
- 故 조민기
- 김선진
- 김정현
- 김유주